# جون جي. برستون
جون جي. برستون (بالإنجليزية: John G. Preston)‏ هو ممثل أمريكي، ولد في 1960.

## وصلات خارجية
- جون جي. برستون على موقع IMDb (الإنجليزية)
- جون جي. برستون على موقع قاعدة بيانات الفيلم (الإنجليزية)